# 社会主义政治
社会主义政治（瑞典語：Socialistisk Politik）是瑞典的一个托洛茨基主义组织。1971年，“革命马克思主义者”和“布尔什维克团体”两个组织合并为革命马克思主义者联盟。1975年，改名为共产主义工人联盟。1982年，改名为社会党。2019年11月，改名为“社会主义政治”，放弃政党结构，同时加入左翼党，成为后者的一个内部组织。它的意识形态是社会主义、马克思主义、托洛茨基主义、生态社会主义。它的总部位于斯德哥尔摩。它的青年翼是“社会主义青年”。它出版周报《英特纳雄耐尔》。它是第四国际的支部，曾派代表出席欧洲反资本主义左翼的会议。